# Трагоцерус
Трагоцерус (лат. Tragocerus amaltheus, от др.-греч. τρᾰγοκέρως «козлорогий» и ἀμᾰλθεός, муж. р. к «Амалфея») — вымершее млекопитающее из семейства полорогих, отряда парнокопытных. Считается одной из древнейших известных науке антилоп. Останки были обнаружены во время раскопок близ посёлка Тараклии в Молдавии.
Рост трагоцеруса в холке достигал около 90 сантиметров, то есть размерами он был близок к современной козе, но легче сложен. На голове имелись недлинные, но толстые в основании и массивные рога слегка изогнутой формы, которые у самок, по всей видимости, были значительно короче и тоньше, нежели у самцов.
Ещё более мелкие по размерам предки трагоцеруса появились 30 миллионов лет назад в Центральной Азии, в зонах сухих саванн. Затем, в начале плиоцена, они пришли в Европу. Поскольку эти животные были хорошо приспособлены к обитанию в тёплом сухом климате и поеданию разнообразных травянистых растений, они смогли широко расселиться. Это были стадные животные (о чём свидетельствует многочисленность их останков), проживавшие на территории саванн и лесостепей. Их образ жизни был похож на таковой у нынешних антилоп из Африки. Это были самые типичные представители гиппарионовой фауны, комплекса животных из отложений плиоцена. Тем не менее, вследствие дальнейшего иссушения климата и похолодания они полностью вымерли. Случилось это 5,5 миллиона лет назад.

## В живописи
Любопытно, что на картине Флёрова трагоцерус изображён неправильно (редкий случай в работе художника). Он выглядит слишком крупным. Причиной этому является дефицит информации о животном в то время и отсутствие каких-либо данных о его индивидуальной изменчивости. К тому же иногда в коллекциях встречались окаменелые останки очень больших рогов, а что же касается реконструкции каких-либо ископаемых антилоп вообще, то они слишком редки. Поэтому Флёров в условиях отсутствия источников создал свой, обобщённый образ животного. Тем не менее, эта работа считалась несоответствующей тогдашним представлениям о классическом трагоцерусе, но только до тех пор, пока не были более детально изучены новые останки этих антилоп, найденные на Украине.